# North Dansville
North Dansville – miasto w Stanach Zjednoczonych, w stanie Nowy Jork, w hrabstwie Livingston.